# Ptilope nain
Ptilinopus nainus
Espèce
Synonymes
- Columba naina (protonyme)
- Columba nana
- Ptilinopus naina
- Ptilinopus nanus

Statut de conservation UICN

 LC  : Préoccupation mineure
Le Ptilope nain (Ptilinopus nainus) est une espèce d’oiseaux appartenant à la famille des Columbidae.
Cet oiseau peuple la Nouvelle-Guinée et les îles Raja Ampat.